# Willis C. Hawley
Willis Chatman Hawley (Benton megye, Oregon, 1864. május 5. – Salem, Oregon, 1941. július 27.) amerikai politikus, a Willamette Egyetem kilencedik rektora. 1907 és 1933 között republikánus képviselő, a Smoot–Hawley Tariff Act kereskedelmi törvény támogatója volt.

## Élete
Hawley az oregoni Benton megyében, az egykori Belknap településen fekvő farmon született. Alapdiplomáját a Willamette Egyetemen szerezte, majd 1884 és 1886 között az Umpqua Academy igazgatója volt, ahol BA és LL.B (jogi alapfokú) végzettségeket szerzett.
1888 és 1891 között a draini tanítóképző igazgatója volt. Mesterdiplomáját 1890-ben szerezte a Willamette Egyetemen, aminek a következő évben oktatója lett. Tizenhat éven át volt az intézmény gazdaságtudományi és történelemoktatója, 1893 és 1902 között pedig rektora.
Az egyetemtől való távozását követően több oktatási és üzleti szervezet tagja volt, majd 1915-től a Kongresszus által létrehozott vidékmegőrző bizottságokban vállalt szerepet és a George Washington születésének kétszázadik évfordulójára létrehozott szervezetnek is tagja volt.

## Politikai pályafutása
1906-ban a Republikánus Párt színeiben Oregon 1. kongresszusi kerületének képviselője lett, majd a következő 12 két éves ciklusban mindig újraválasztották. 1907. március 4-e és 1933. március 3-a között volt képviselő; a 70. és 71. kongresszusok út- és pénzügyi bizottságának elnöke, valamint a protekcionista kereskedelmi szabályokat bevezető Smoot–Hawley Tariff Act támogatója volt.
Az 1932-es választás elvesztését követően joggal foglalkozott. 1941. július 24-én, 77 évesen hunyt el Salemben; sírhelye a City View temetőben van.

## Fordítás
- Ez a szócikk részben vagy egészben  a   Willis C. Hawley című angol Wikipédia-szócikk ezen változatának fordításán alapul.  Az eredeti cikk szerkesztőit annak laptörténete sorolja fel. Ez a jelzés csupán a megfogalmazás eredetét és a szerzői jogokat jelzi, nem szolgál a cikkben szereplő információk forrásmegjelöléseként.